# Vincent-Froideville
Vincent-Froideville ist eine französische Gemeinde mit 388 Einwohnern (Stand 1. Januar 2022) im Département Jura in der Region Bourgogne-Franche-Comté. Sie gehört zum Kanton Bletterans im Arrondissement Lons-le-Saunier. Sie entstand als Commune nouvelle am 1. April 2016 aus den bisherigen Gemeinden Vincent und Froideville.
Nachbargemeinden sind La Chaux-en-Bresse im Nordwesten, Bois-de-Gand im Norden, Recanoz im Nordosten, Lombard im Osten, Ruffey-sur-Seille im Süden, Desnes im Südwesten und Commenailles im Westen.

## Gliederung
| Ortsteil                    | ehemaliger INSEE-Code | Fläche (km²) | Höhenlage (m) | Einwohnerzahl (2016) | Dichte (Einw. je km²) |
| --------------------------- | --------------------- | ------------ | ------------- | -------------------- | --------------------- |
| Froideville                 | 39243                 | 2,97         | 199–224       | 065                  | 21,9                  |
| Vincent (Verwaltungssitz)00 | 39577                 | 8,72         | 202–247       | 326                  | 37,4                  |